# Гудиева, Полина Руслановна
Поли́на Русла́новна Гуди́ева (род. 6 января 1988, Москва), более известная как Polina или Contessa, — американская певица и автор песен.

## Ранние годы и карьера
Родилась в Москве. Мать — эстрадная певица Наталья Ступишина, также известная как Анка. Отец — художник-абстракционист Руслан Гудиев. Полина Гудиева играла на фортепиано и вскоре начала писать, продюсировать и петь свои собственные песни.
В 16 лет поступила в Музыкальный колледж Беркли и переехала в Нью-Йорк. В 2010 году начала сотрудничество с Сэнди Ви и продюсерской командой Stargate. Вместе они стали соавторами песни Шона Кингстона «Party All Night (Sleep All Day)» 2011 года, песня заняла первое место в UK R&B Chart и получила серебряную сертификацию. После подписания издательского контракта с Ultra она продолжила работать с Аоки, Tiësto, Kaskade, Laidback Luke, Moguai, и Тодда Терри. Вместе с Digital Farm Animals в соавторстве написали сингл «Faded» для Кейна Риверса.
Дебютный сингл певицы «Fade to Love» получил золотую сертификацию в Италии. Сингл занимал верхние позиции в европейских поп / танцевальных чартах в течение года (включая UK Top 20 Club chart), видео достигло третьего места на MTV Россия и шестого места в итальянских чартах. В начале 2015 года Гудиева выпустила сингл под названием «Breathe» и трек с диджеем Феликсом Йеном «Book Of Love».
В 2013 году выступила соавтором текста и исполнила куплет в песне Эминема «Legacy».
В 2018 году певица начала выпускать песни на русском языке. В августе 2018 году был выпущен музыкальный клип на совместную с Димой Биланом песню «Пьяная любовь».
В 2022 вышел фильм «Тетрис», где Гудиева приняла участие в исполнении нескольких песен.

## Дискография

### Синглы
- 2014 — Fade to love
- 2020 — Джанга
- 2021 — Поцелуй со вкусом текилы
- 2023 — Любовь у сердца в рабстве

### Альбомы
- 2011 EP Dream On, Tom Geiss, Mark Simmons & Polina (мини-альбом совместно с Томом Гейссом, Марком Симмонсом)
- 2012 Stay, David Morales & Polina (45 минутный альбом совместно с Дэвидом Моралесом)